# دراغان بيريشيتش
دراغان بيريشيتش (بالصربية السيريلية: Дpaгaн Пepишић)‏ هو لاعب كرة قدم صربي في مركز الدفاع، ولد في 27 أكتوبر 1979 في بلغراد في صربيا. لعب مع سي إس باندوري تارغو جيو وميتالوره زابورجيا ونادي بيركيركارا ونادي رودار بليفليا ونادي شيخ جمال دهانموندي ونادي يابلونتس.

## وصلات خارجية
- دراغان بيريشيتش على موقع اتحاد أوكرانيا (الإنجليزية)
- دراغان بيريشيتش على موقع قاعدة بيانات كرة القدم.إي يو (الإنجليزية)
- دراغان بيريشيتش على موقع Soccerway.com (الإنجليزية)
- دراغان بيريشيتش على موقع عالم كرة القدم.نت (الإنجليزية)